# Mosasaurus
Mosasaurus este un dinozaur marin care a trăit în perioada Cretacicului Superior și a fost unul dintre cele mai periculoase carnivore marine din acea perioadă. Acesta ocupă un loc special în studiul vieții preistorice. Când primul craniu a fost descoperit într-o carieră olandeză în 1776, s-a presupus că aparținea unui animal necunoscut, poate un crocodil sau o balenă, care încă trăia undeva pe Pământ. Dar deceniile au trecut fără să se descopere un Mosasaurus viu și cercetătorii au început să înțeleagă un fapt crucial: viața animală din trecut includea specii care dispăruseră. Creatura care a dus la această descoperire a fost unul dintre cele mai periculoase carnivore marine din Cretacicul Superior.
Membrele sale se transformaseră în două perechi de înotătoare late, cu mult mai multe oase decât la strămoșii lui de pe uscat. Coada era aplatizată vertical și, împreună cu craniul triunghiular, îl făcea să semene cu un amestec de pește și crocodil. Asemeni tuturor mosazaurilor, fălcile erau unite cu o membrană cam pe jumătate din lungimea lor, ceea ce le permitea să se extindă pe lateral, și erau înarmate cu un set de dinți ascuțiți.
Se hrănea probabil cu pește, calmari și țestoase, dar și cu amoniți. Acest lucru este cunoscut din descoperirea unor amoniți fosilizați cu urme de mușcături de Mosasaurus. Acest  dinozaur marin avea 10 metri. Majoritatea fosilelor de Mosasaurus au fost descoperite în Olanda, Belgia și America de Nord.